# Clethrogyna intermedia
Clethrogyna intermedia är en fjärilsart som beskrevs av Frivaldsky 1866. Clethrogyna intermedia ingår i släktet Clethrogyna och familjen tofsspinnare. Inga underarter finns listade i Catalogue of Life.